# Captain James Cook Memorial

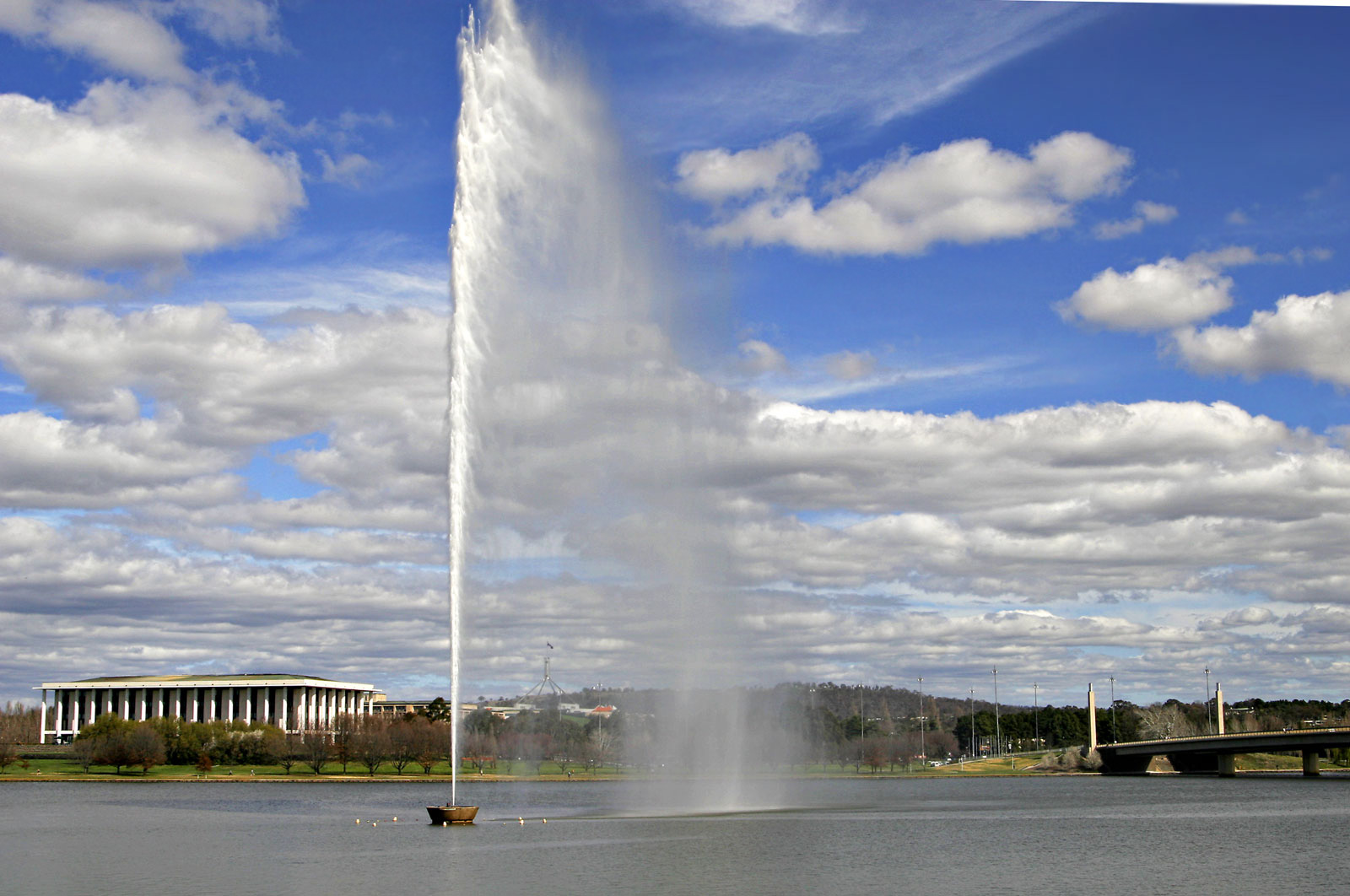
Wasserfontäne

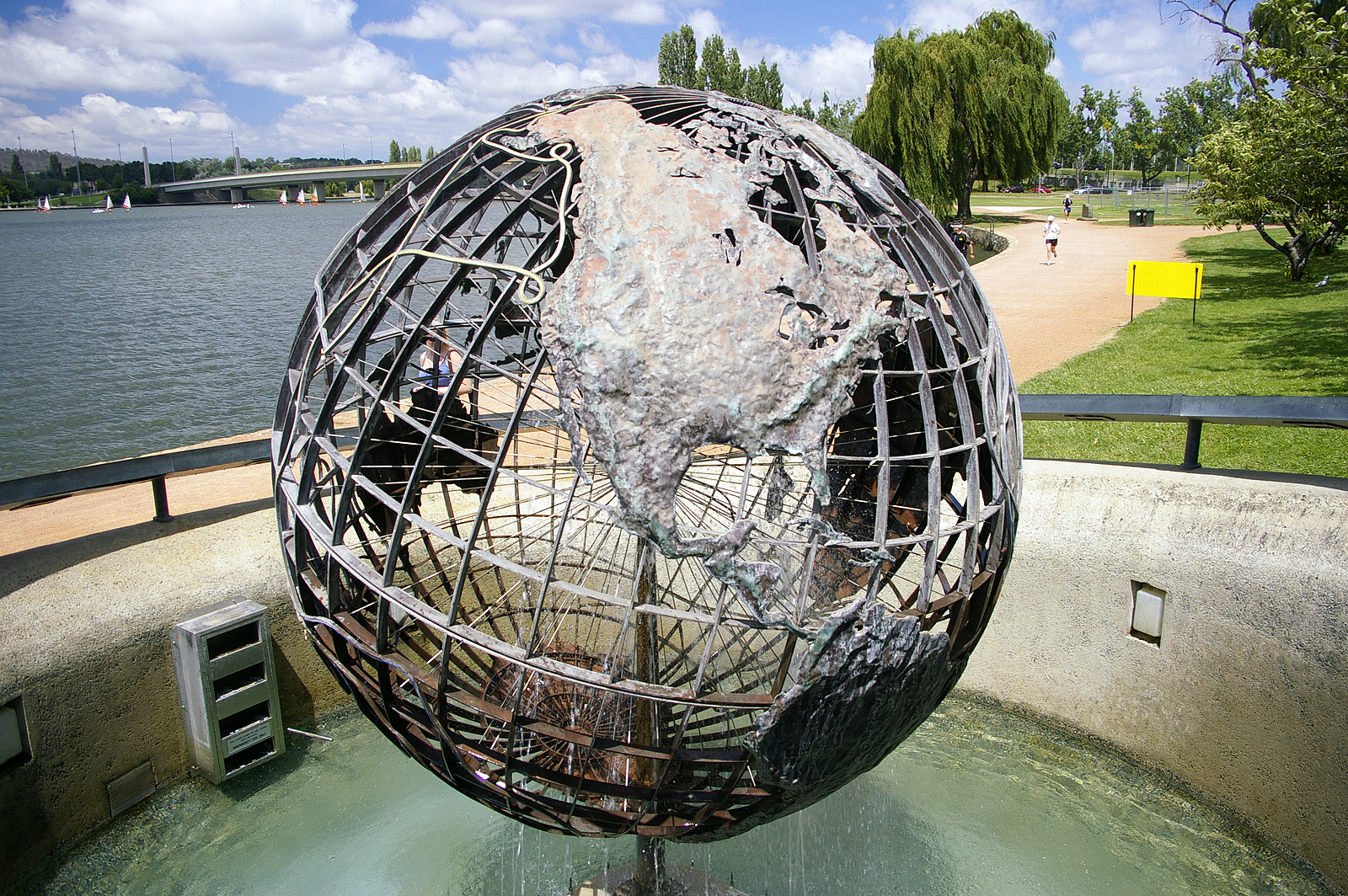
Weltkugel

Das Captain James Cook Memorial ist ein Denkmal in der australischen Hauptstadt Canberra, das zum Gedenken an den 200. Jahrestag der Entdeckung der Ostküste Australiens durch Kapitän James Cook erstellt und am 25. April 1970 durch Königin Elisabeth II. eingeweiht wurde. Es entstand im Auftrag der australischen Bundesregierung und besteht aus zwei Teilen, einer Wasserfontäne im zentralen Becken des Lake Burley Griffin und einer Skulptur an dessen Nordufer im Commonwealth Park.
Die Wasserfontäne ist dem Jet d’eau in Genf nachempfunden, was durch Verhandlungen auf höchster diplomatischer Kreisen möglich war. Ihre beiden Pumpen werden durch zwei Elektromotoren mit einer Leistung von je 560 kW angetrieben. Bei maximaler Leistung schießen 500 Liter Wasser pro Sekunde mit einer Geschwindigkeit von 260 km/h bis in eine Höhe von 152 m hinauf. Ist nur eine Pumpe in Betrieb, erreicht das Wasser eine Höhe von 114 m. Bei besonderen Anlässen wird die Wasserfontäne nachts beleuchtet. Üblicherweise ist die Wasserfontäne von 11:00 Uhr vormittags bis 14:00 Uhr nachmittags in Betrieb. Bei starkem Wind ist die Fontäne außer Betrieb, weil das herunterstürzende Wasser sonst den Verkehr auf der nahen Commonwealth Avenue Bridge behindern könnte. Auch bei niedrigem Wasserstand wird die Fontäne ausgeschaltet.
Entworfen wurde die Wasserfontäne vom Architekturbüro Bunning and Madden, ebenso die dazu gehörende Weltkugelskulptur. Sie steht am Nordufer des Sees, hat einen Durchmesser von etwa drei Metern und zeigt die Routen aller drei Weltumseglungen von James Cook. Die Breiten- und Längengräde bilden eine Art offenen Käfig, Flachreliefs aus Kupfer stellen die Landmassen dar.